# Station Miribel
Station Miribel is een spoorwegstation in de Franse gemeente Miribel.